# Ostrovany
Ostrovany es un municipio del distrito de Sabinov en la región de Prešov, Eslovaquia, con una población estimada a final del año 2024 de 2511 habitantes.
Se encuentra ubicado en el centro-oeste de la región, en el valle del río Torysa (cuenca hidrográfica del río Tisza).

## Demografía
| Año        | 1994 | 2004     | 2014     | 2024     |
| ---------- | ---- | -------- | -------- | -------- |
| Población  | 1229 | 1620     | 1975     | 2511     |
| Diferencia |      | +31,81 % | +21,91 % | +27,13 % |

| Año        | 2023 | 2024    |
| ---------- | ---- | ------- |
| Población  | 2462 | 2511    |
| Diferencia |      | +1,99 % |